# Atlas Fútbol Club
Pour les articles homonymes, voir Atlas.
Maillots
L'Atlas Football Club ou Atlas FC également appelé Atlas Guadalajara est une équipe de football de première division mexicaine, originaire de la ville de Guadalajara. Fondée le 15 août 1916, l'équipe tire son nom du titan de la mythologie grecque Atlas. Le derby contre l'autre club de la ville le CD Guadalajara est nommé Clásico Tapatío.

## Histoire
L'Atlas FC est fondé en 1916 dans la banlieue sud-est de Guadalajara, à Tlaquepaque. Le nom du club s'inspire du mythe grec selon lequel un titan nommé Atlas porte le monde sur ses épaules. Les membres fondateurs d'Atlas sont tous issus de familles de la classe supérieure locale, ils ont découvert le football lors d'études en Angleterre, tandis que le rival local du Club Deportivo Guadalajara connu également sous le nom de Chivas, est issue de la classe ouvrière.
En 1943 Atlas avec Chivas font partie des membres fondateurs de la ville de Guadalajara dans la ligue professionnelle nationale nouvellement créée.
Dès les premières années de la Liga, Atlas surpasse régulièrement son rival Chivas et devient le premier club de la ville à remporter le titre de champion du Mexique en 1951. Atlas terminera la saison suivante pour la première fois derrière Chivas et sera relégué une première fois après la saison 1953-1954. Le club effectuera immédiatement son retour en première division mais restera dans l'ombre de son rival, luttant souvent pour le maintien. Le club fera deux allers-retour en deuxième division en 1971-1972 et 1978-1979. Le club continuera ensuite pendant les années 80 à lutter pour le maintien.
Ce n'est qu'à partir des années 90 que le club commence à se mêler pour la lutte au titre et se qualifier pour les phases finales du championnat. Il remporte son deuxième titre lors du tournoi d'ouverture 2021, 70 ans après son premier. Le troisième titre viendra dans la foulée lors du tournoi de clôture 2022.

## Palmarès
| Compétitions nationales | Compétitions internationales          |
| - Championnat du Mexique (3) : - Champion : 1951, 2021 (ouverture) et 2022 (clôture). - Vice-champion : 1949, 1966 et 1999 (été). - Coupe du Mexique (4) : - Vainqueur : 1946, 1950, 1962 et 1968. - Finaliste : 1996 et 2013 (ouverture). - Supercoupe du Mexique (5) : - Vainqueur : 1946, 1950, 1951, 1962 et 2022. - Finaliste : 1968. - Supercoupe de la Liga MX (es) : - Finaliste : 2022. - Championnat du Mexique de deuxième division (3) : - Champion : 1955, 1972 et 1979. | - Campeones Cup : - Finaliste : 2022. |

## Personnalités du club

### Anciens joueurs
- Pável Pardo
- Miguel Zepeda
- Rafael Márquez
- Andrés Guardado